# Falant d'Esparta
Falant (llatí: Phalantus; grec antic: Φάλανθος) fou un espartà, fill d'Àrac, que va fundar la ciutat de Tàrent vers el 708 aC.
Justí relata la llegenda que parla d'aquesta fundació: durant la Primera Guerra messènica, els espartans van jurar no tornar a casa fins a obtenir la victòria, però al cap de nou anys les dones espartanes que no veien els seus marits van fer notar que no hi hauria una nova generació d'espartans. Per consell d'Àrac, els homes joves que eren a l'exèrcit però que eren massa joves quan es va fer el jurament i, per tant, no hi havien participat, foren enviats a casa per procrear amb les verges espartanes i van originar els Παρθενίαι (Partenis), és a dir els fills dels joves (altres fonts diuen que les dones es van aparellar amb ilotes); aquests enllaços es van permetre per la situació excepcional; quan aquests nous nascuts van créixer van ser considerats inferiors als espartans i exclosos d'alguns privilegis.
Molestos per aquesta discriminació, es van agrupar i, sota la direcció de Falant, van iniciar una conspiració contra el govern; el projecte fou avortat i els conspiradors van haver de sortir del país per fundar una colònia en un altre lloc amb permís de l'oracle de Delfos, que va dir que havien de fundar una ciutat allà on caigués pluja estant el cel clar.
El grup va arribar a Itàlia, i va derrotar els bàrbars, però no va poder ocupar cap de les seves ciutats fins que finalment va capturar Tàrent, una de les més importants ciutats de la costa; la major part dels habitants es va refugiar a Brundusium, pròxima a Tàrent.
El mateix Falant va fugir després a Brundusium, quan fou expulsat de la seva colònia per una sedició, i va morir allí exiliat.